# Eucereon phaeoleuca
Eucereon phaeoleuca är en fjärilsart som beskrevs av Paul Dognin 1916. Eucereon phaeoleuca ingår i släktet Eucereon och familjen björnspinnare. Inga underarter finns listade i Catalogue of Life.